# Св. св. Кирил и Методий (православна църква в Свищов)
Вижте пояснителната страница за други значения на Св. св. Кирил и Методий.
 Тази статия е за православната църква.  За католическата църква вижте Св. св. Кирил и Методий (католическа църква в Свищов).  
„Св. св. Кирил и Методий“ е възрожденска православна църква в град Свищов, Северна България. 

## История
Църквата е строена от 1872 до 1874 година. Дарител на мястото за построяването ѝ е Ангел Балабанов, който освен това дава и 1000 австрийски жълтици за строежа ѝ. С дарения помагат и други жители на Горната махала, тамошното женско дружество, както и хора от другите махали.
Строителството на храма е възложено на известния възрожденски майстор уста Генчо Кънев. Осветена е на 4 ноември 1874 г. от българския митрополит Иларион Макариополски. Иконостасът на църквата е изработен през 1881 година от дебърския майстор Антон Станишев.
През XX век църквата „Св. св. Кирил и Методий“ е обявена за паметник на културата с национално значение.
По време на Вранчанското земетресение (4 март 1977), при което град Свищов е силно засегнат, църквата претърпява големи щети и стои в окаяно състояние десетилетия наред, покривът ѝ е полуразрушен и без купол. През 2021 – 2022 година се изработва проект за реставрацията ѝ.